# Chlorophorus manillae
Chlorophorus manillae là một loài bọ cánh cứng trong họ Cerambycidae.